# Constantin Rădulescu (fotbalist, născut 1934)
Constantin „Costică” Rădulescu (n. 17 aprilie 1934, Comarnic, România – d. 8 iulie 2002, Timișoara, România) a fost un fotbalist și antrenor român. A antrenat în Divizia A echipele Dinamo Bacău, CS Târgoviște, Oțelul Galați, Politehnica Timișoara și Farul Constanța. Ca fotbalist a jucat în principal pe postul de mijlocaș.

## Cariera de jucător
Constantin Rădulescu s-a născut pe 17 aprilie 1934 la Comarnic și și-a început cariera de jucător în 1948 la clubul local, Vulturii. În 1949 s-a mutat la Dinamo Brașov unde a stat până în 1958, în ultimul an echipa evoluând la Cluj. A semnat apoi cu Dinamo Bacău, echipă pentru care avea să joace tot restul carierei, care s-a încheiat în 1966, când a marcat un hat-trick împotriva Chimiei Râmnicu Vâlcea, meci pe care nu l-a terminat pe teren, deoarece a suferit o comoție. Chiar dacă era un fan al Rapid București, nu a apucat să joace pentru ei.

## Cariera de antrenor
Constantin Rădulescu și-a început cariera de antrenor la Dinamo Bacău în 1966 la cererea fostului său antrenor, Constantin Teașcă care a părăsit echipa, reușind să o promoveze din Divizia B la Divizia A în primul său an. În timp ce antrena Bacău, Rădulescu împreună cu Valeriu Neagu i-au condus în campania din Cupa Orașelor Târguri 1969-1970 unde i-au eliminat pe Floriana, Skeid și Kilmarnock, ajungând în sferturile de finală unde au fost eliminați de Arsenal care în cele din urmă avea să câștige competiția. În 1974, în timpul unui meci cu Dinamo București, a urmat o ceartă generală în care Rădulescu l-a lovit pe președintele lui Dinamo, Paul Moga, care anterior îl înjurase și în urma acelui scandal, opt jucători au fost suspendați, iar lui Rădulescu i s-a interzis să antreneze. vreo echipă din Divizia A sau Divizia B timp de trei ani, preluând astfel clubul Divizia C, CS Botoșani unde generalul Marin Dragnea i-a promis că și-ar ridica suspendarea dacă ar promova echipa în Divizia B, ceea ce a obținut. În 1975 a plecat să antreneze Politehnica Timișoara, terminând primul sezon pe locul 5, iar din 1977 până în 1979 a lucrat ca secund al lui Angelo Niculescu, împreună fiind aproape de câștigarea campionatului în sezonul 1977-78, dar în cele din urmă au terminat pe locul 3. După plecarea lui Niculescu de la club, acesta a lucrat din nou ca antrenor principal, dar a fost înlocuit după 15 etape cu Ion „Jackie” Ionescu. În anii următori, Rădulescu a antrenat UM Timișoara, CSM Suceava, CS Târgoviște și SC Bacău înainte de a ajunge la Oțelul Galați în 1984, unde a stat patru ani, obținând un loc 4 în sezonul 1987–88 care a acordat echipei calificarea la Cupa UEFA 1988-1989 unde au fost eliminați în primul tur de Juventus, însă înainte de dubla cu italienii a fost înlocuit cu Cornel Dinu. S-a întors la Politehnica Timișoara în 1988, care juca în Divizia B, promovând după un an și a terminat sezonul următor pe locul 5, ceea ce le-a câștigat un loc în Cupa UEFA 1990-1991 unde a eliminat în primul tur pe Atlético Madrid cu 2–1 la total, fiind eliminați în turul următor de Sporting Lisboa. A parasit Politehnica in 1991 dupa un conflict cu jucatorii care erau nemultumiti de metodele sale de antrenament, dar după două perioade la Farul Constanța și Vega Caransebeș a revenit la Politehnica care a fost din nou în Divizia B, ajutându-l să promoveze după un sezon având 14 puncte peste echipa de pe locul doi, Corvinul Hunedoara și în sezonul Divizia A 1995-1996 a început bine campionatul, inclusiv obținând o victorie cu 9–1 în runda a 5-a în fața lui Politehnica Iași dar următoarele rezultate au fost mai slabe și în cele din urmă a fost demis. Ultima sa perioadă ca antrenor a fost la UM Timișoara, pe care a contribuit la promovarea din Divizia C la Divizia B și i-a condus în campania Cupa României 1998-1999 unde au eliminat echipele Divizia A Astra Ploiești și Național București, ajungând în sferturile de finală unde au fost eliminați de Dinamo București, tot în această perioadă Rădulescu le-a spus jucătorilor săi cel mai faimos citat despre cariera lor fotbalistică:
```
„Totul trece, banii trec, dar pe astea... pe astea ar trebui să le spui copiilor și nepoților tăi”.
[
1
]
[
2
]
[
3
]
[
4
]
[
5
]
[
8
]
```

Înainte de un meci de Divizia B cu UTA Arad a primit un telefon de la cineva care i-a spus că 4 sau 5 dintre jucătorii săi au fost mituiți pentru a pierde jocul, meciul s-a încheiat cu o înfrângere cu 5–0 și a demisionat de la UM Timișoara și și-a încheiat cariera în care are un total de 426 de meciuri ca antrenor în Divizia A format din 176 de victorii 82 remize și 168 de pierderi.
Constantin Rădulescu a murit la 8 iulie 2002, la vârsta de 68 de ani, la Timișoara, după ce a suferit de peritonită, iar în octombrie 2019 o stradă din Timișoara a fost numită după el.

## Palmares

### Antrenor
Dinamo Bacău
- Divizia B: 1966–67[1]

CS Botoșani
- Divizia C: 1974–75[1]

Politehnica Timișoara
- Divizia B: 1988–89, 1994–95[1]

Oțelul Galați
- Divizia B: 1985–86[1]

UM Timișoara
- Divizia C: 1996–97[1]